# Новец (Вашкинский район)
Новец — деревня в Вашкинском районе Вологодской области.
Входит в состав Пиксимовского сельского поселения, с точки зрения административно-территориального деления — в Пиксимовский сельсовет.
Расстояние по автодороге до районного центра Липина Бора — 35 км, до центра муниципального образования деревни Пиксимово — 5 км. Ближайшие населённые пункты — Исаково, Ростани, Ушаково.
По переписи 2002 года население — 15 человек.